# Stephan Ussing (maler)
 For alternative betydninger, se Stephan Ussing. (Se også artikler, som begynder med Stephan Ussing)
Stephan Peter Johannes Hjort Ussing (født 17. juni 1868 i Skanderborg, død 13. marts 1958 på Frederiksberg) var en dansk kunstmaler, som var udlært malersvend, og med eksamen fra Teknisk Skole.
- 1888-95 Studier ved Kunstakademiet (Frederik Vermehren, Julius Exner og Otto Bache) [1][2]
- 1891 elev/besøgte Zahrtmanns Skole[1][2]
- 1892- 94 elev Académie Julian, Paris (Jules Lefebvre)[1][2]
- 1896-1930 Kunstnerisk medarbejder på den Kgl. Porcelænsfabrik

Ussing var først og fremmest Ribemaler, selv om han foretog adskillige udlandsrejser, og han har malet et utal af motiver i og omkring Ribe. Det er skrevet om ham: Når Hylden breder sine hvide skærme og blander sin balsamiske duft med høets krydderånde, og når en dag en smittende latter og et lystigt praj lyder til en af de små haver i byens udkant, da er det Maleren Ussing, der er kommen til Bys. Det er ligeså ubedragelige Sommertegn som den første svale og den første udsprungne bøg i plantagen.
Ussing-familien havde dybe rødder i Ribe, og maleren skriver selv: "Min Oldefar hed Peder Ussing, snedker i Ribe." Peder Ussing havde en stor børneflok, hvoraf billledhuggeren Stephan Ussing, var den yngste. Denne Stephan Ussing blev maleren så opkaldt efter. Stephan Ussings far hed Thorvald Ussing og han blev boghandler i Skanderborg, hvor Stephan Ussing er født. Det var forældrenes mørke og lyse minder fra Ribe, der fik Stephan Ussing til at drømme om at besøge Ribe. En drøm der gik i opfyldelse efter hans konfirmation.
Ribe Kunstmuseum har et større udvalg af hans tegninger, malerier og skulpturer i deres samling.